# Asahikawa
Asahikawa (旭川市?, Asahikawa-shi, lett. città del fiume del sole mattutino) è una città del Giappone ed il capoluogo della sottoprefettura di Kamikawa, nell'isola di Hokkaidō.
È la seconda città più popolata della prefettura di Hokkaidō, dopo Sapporo. Nel 2011, Asahikawa faceva registrare 352.105 abitanti, distribuiti su un territorio di 747,6 km², per una densità di 470,98 ab./km²

## Etimologia
Asahikawa prende il nome dal maggiore tra gli affluenti cittadini del fiume Ishikari, il Chubetsu. Tale corso d'acqua era chiamato in lingua ainu Chiu Pet, fiume delle onde. I primi immigrati giapponesi confusero tale nome con Chup Pet, che in ainu significa fiume del sole, e che fu tradotto in lingua giapponese Asahi Kawa (旭川市? lett. Asahi = sole mattutino, Kawa = fiume).

## Geografia fisica

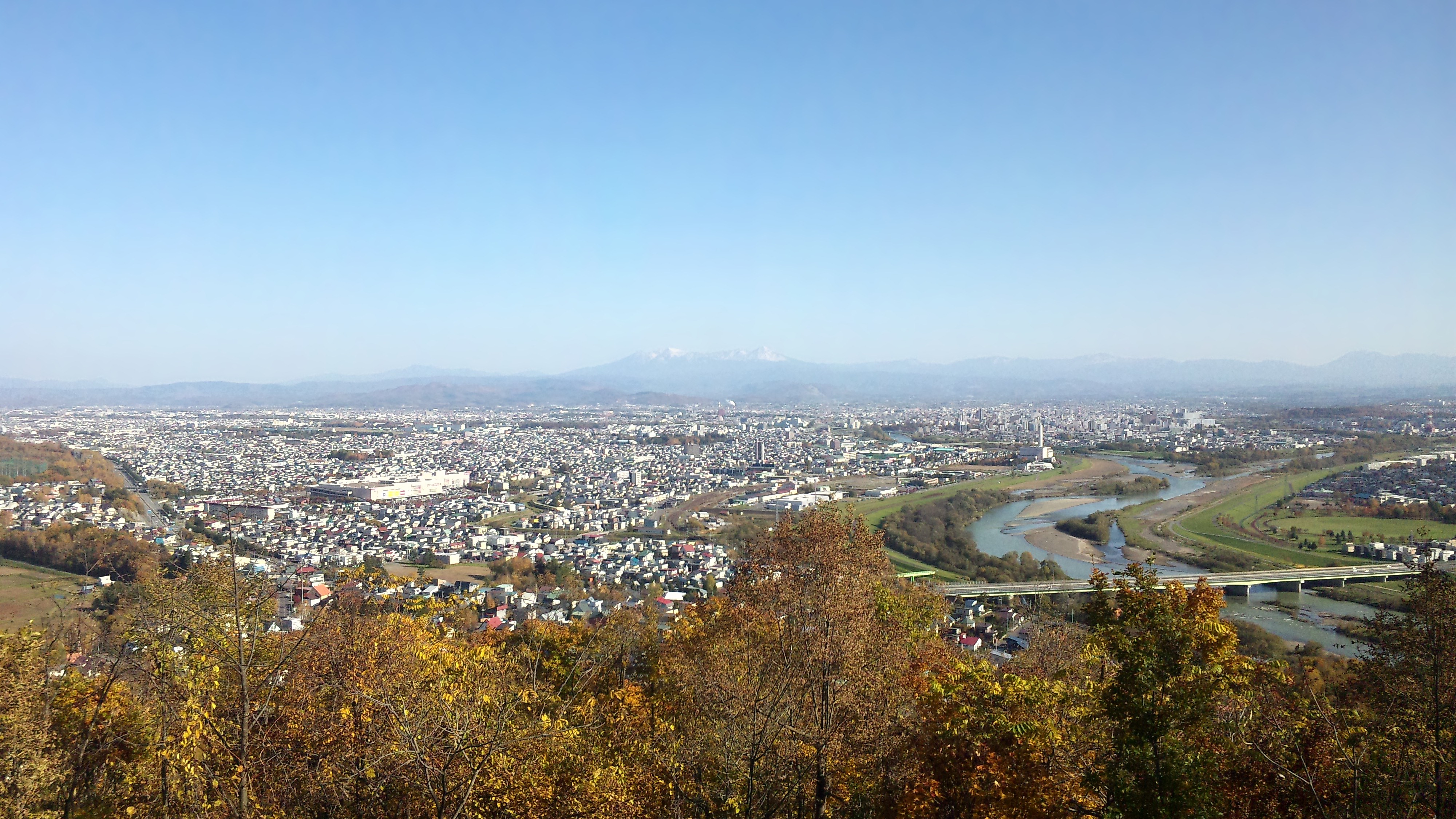
Una vista panoramica di Asahikawa dal monte Arashiyama, 2016

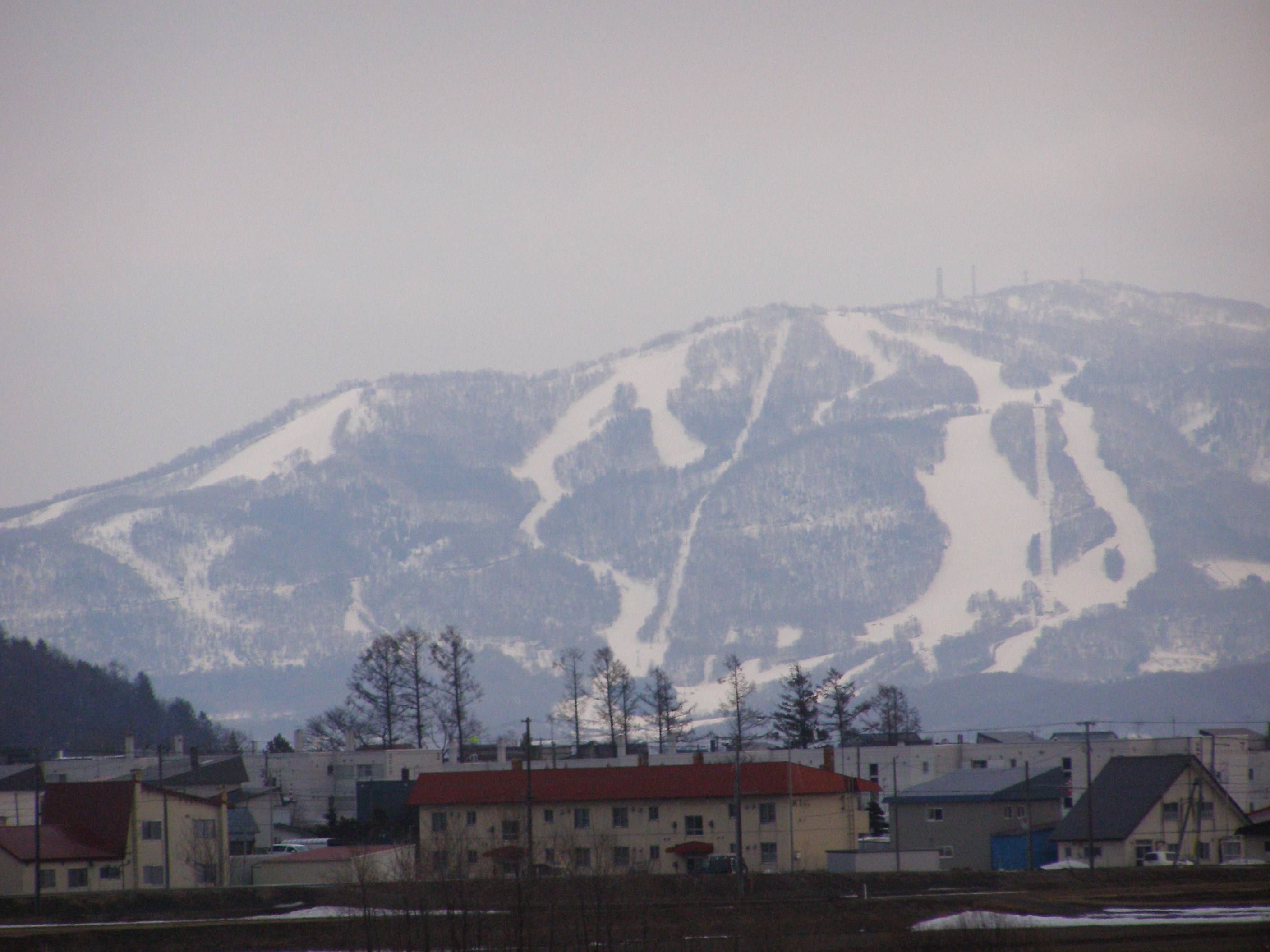
Gli impianti sciistici di Kamui Skilinks visti dalla periferia di Asahikawa

Il territorio comunale sorge su un'ampia vallata circondata da montagne e solcata da una fitta rete di corsi d'acqua; nella municipalità sono stati costruiti più di 740 ponti. Il ponte Asahibashi, costruito nel 1932 sul fiume principale di Asahikawa, l'Ishikari, è stato annoverato nel 2004 tra i 'patrimoni dell'Hokkaidō' e tra gli otto panorami più belli dell'isola. Nelle vicinanze si trova il monte Asahi (旭岳?, Asahi-dake) che, con i suoi 2.290 metri, è la cima più alta dell'Hokkaidō.
La città costituisce il principale snodo stradale dell'isola per raggiungere le maggiori località sciistiche dell'Hokkaidō. Anche nelle immediate vicinanze sorgono dei centri invernali con alcuni impianti di risalita e fu in quest'area che vennero approntate le prime piste da sci del Giappone. La zona di Asahikawa detiene il primato per le maggiori precipitazioni nevose annue e per la più bassa temperatura mai toccata nell'arcipelago. L'evento si verificò il 25 gennaio del 1902, quando fu raggiunta la temperatura di -41 °C.

### Clima
| Asahikawa (1991-2020) Fonte: JMA                     | Mesi         | Mesi         | Mesi         | Mesi         | Mesi        | Mesi        | Mesi        | Mesi        | Mesi        | Mesi        | Mesi         | Mesi         | Stagioni | Stagioni | Stagioni | Stagioni | Anno    |
| Asahikawa (1991-2020) Fonte: JMA                     | Gen          | Feb          | Mar          | Apr          | Mag         | Giu         | Lug         | Ago         | Set         | Ott         | Nov          | Dic          | Inv      | Pri      | Est      | Aut      | Anno    |
| ---------------------------------------------------- | ------------ | ------------ | ------------ | ------------ | ----------- | ----------- | ----------- | ----------- | ----------- | ----------- | ------------ | ------------ | -------- | -------- | -------- | -------- | ------- |
| T. max. media (°C)                                   | −3,3         | −1,7         | 3,0          | 11,2         | 18,8        | 22,8        | 26,2        | 26,6        | 21,9        | 14,9        | 6,2          | −0,8         | −1,9     | 11,0     | 25,2     | 14,3     | 12,1    |
| T. media (°C)                                        | −7,0         | −6,0         | −1,4         | 5,6          | 12,3        | 17,0        | 20,7        | 21,2        | 16,4        | 9,4         | 2,3          | −4,2         | −5,7     | 5,5      | 19,6     | 9,4      | 7,2     |
| T. min. media (°C)                                   | −11,7        | −11,8        | −6,1         | 0,2          | 6,1         | 12,0        | 16,4        | 16,9        | 11,7        | 4,4         | −1,5         | −8,0         | −10,5    | 0,1      | 15,1     | 4,9      | 2,4     |
| T. max. assoluta (°C)                                | 11,7 (1892)  | 12,2 (2010)  | 18,8 (1905)  | 29,6 (1998)  | 34,3 (2019) | 35,9 (2014) | 37,6 (2021) | 37,9 (2021) | 33,3 (2019) | 25,9 (2019) | 22,0 (1920)  | 14,7 (1989)  | 14,7     | 34,3     | 37,9     | 33,3     | 37,9    |
| T. min. assoluta (°C)                                | −41,0 (1902) | −38,3 (1902) | −34,1 (1895) | −19,0 (1892) | −7,1 (1901) | −1,2 (1898) | 1,0 (1890)  | 2,4 (1889)  | −1,8 (1940) | −8,0 (1950) | −25,0 (1892) | −30,0 (1898) | −41,0    | −34,1    | −1,2     | −25,0    | −41,0   |
| Giorni di calura (Tmax ≥ 30 °C)                      | 0,0          | 0,0          | 0,0          | 0,0          | 0,3         | 0,7         | 4,0         | 5,4         | 0,5         | 0,0         | 0,0          | 0,0          | 0,0      | 0,3      | 10,1     | 0,5      | 10,9    |
| Giorni di gelo (Tmin ≤ 0 °C)                         | 31,0         | 28,2         | 29,5         | 14,4         | 1,0         | 0,0         | 0,0         | 0,0         | 0,0         | 3,0         | 20,2         | 30,3         | 89,5     | 44,9     | 0,0      | 23,2     | 157,6   |
| Giorni di ghiaccio (Tmax ≤ 0 °C)                     | 25,8         | 19,5         | 6,8          | 0,0          | 0,0         | 0,0         | 0,0         | 0,0         | 0,0         | 0,0         | 2,7          | 18,8         | 64,1     | 6,8      | 0,0      | 2,7      | 73,6    |
| Nuvolosità (okta al giorno)                          | 8,4          | 8,0          | 7,6          | 7,2          | 7,3         | 7,6         | 8,1         | 7,9         | 7,4         | 7,3         | 8,4          | 8,7          | 8,4      | 7,4      | 7,9      | 7,7      | 7,8     |
| Precipitazioni (mm)                                  | 66,9         | 54,7         | 55,0         | 48,5         | 66,6        | 71,4        | 129,5       | 152,9       | 136,3       | 105,8       | 114,5        | 102,4        | 224,0    | 170,1    | 353,8    | 356,6    | 1 104,5 |
| Giorni di pioggia                                    | 17,1         | 14,2         | 13,3         | 10,0         | 9,8         | 8,6         | 10,4        | 10,5        | 12,0        | 14,2        | 18,2         | 21,1         | 52,4     | 33,1     | 29,5     | 44,4     | 159,4   |
| Nevicate (cm)                                        | 125          | 97           | 80           | 15           | 0           | 0           | 0           | 0           | 0           | 2           | 82           | 158          | 380      | 95       | 0        | 84       | 559     |
| Giorni di neve                                       | 22,7         | 19,9         | 17,9         | 4,6          | 0,1         | 0,0         | 0,0         | 0,0         | 0,0         | 0,5         | 11,2         | 23,3         | 65,9     | 22,6     | 0,0      | 11,7     | 100,2   |
| Giorni di nebbia                                     | 1,7          | 0,9          | 1,0          | 1,0          | 0,6         | 0,4         | 0,6         | 1,0         | 4,9         | 6,1         | 2,7          | 1,7          | 4,3      | 2,6      | 2,0      | 13,7     | 22,6    |
| Umidità relativa media (%)                           | 82           | 78           | 73           | 66           | 67          | 73          | 77          | 79          | 79          | 79          | 80           | 83           | 81       | 68,7     | 76,3     | 79,3     | 76,3    |
| Radiazione solare globale media (centesimi di MJ/m²) | 5,9          | 9,1          | 13,0         | 15,7         | 18,0        | 18,6        | 17,2        | 15,4        | 12,6        | 8,5         | 5,1          | 4,5          | 19,5     | 46,7     | 51,2     | 26,2     | 143,6   |
| Ore di soleggiamento mensili                         | 75,3         | 96,1         | 141,3        | 169,5        | 197,4       | 176,5       | 159,8       | 154,6       | 144,7       | 125,9       | 67,3         | 58,1         | 229,5    | 508,2    | 490,9    | 337,9    | 1 566,5 |
| Pressione a 0 metri s.l.m. (hPa)                     | 995,3        | 995,9        | 995,4        | 994,9        | 993,9       | 992,5       | 992,2       | 994,0       | 997,1       | 999,0       | 998,3        | 996,1        | 995,8    | 994,7    | 992,9    | 998,1    | 995,4   |
| Tensione di vapore (hPa)                             | 3,1          | 3,1          | 4,1          | 5,9          | 9,3         | 13,9        | 18,8        | 19,7        | 14,9        | 9,3         | 6,0          | 3,8          | 3,3      | 6,4      | 17,5     | 10,1     | 9,3     |
| Vento (direzione-m/s)                                | SSE 2,7      | SSE 3,1      | SSE 3,4      | WNW 3,4      | W 3,7       | W 2,9       | W 2,8       | W 2,6       | SSE 2,5     | SSE 2,9     | SSE 3,4      | SSE 3,1      | 3,0      | 3,5      | 2,8      | 2,9      | 3,0     |

## Storia

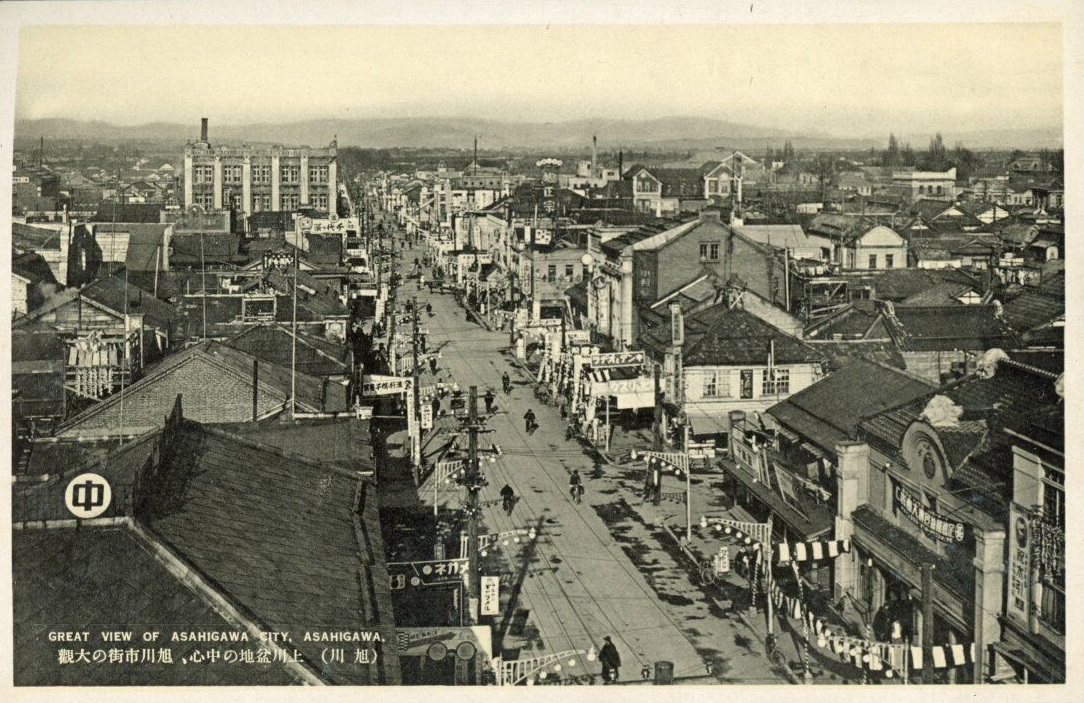
Veduta di Asahikawa, 1920 circa

L'area in cui sorge la città ospitava uno dei più grandi insediamenti del popolo Ainu. L'occupazione giapponese degli ultimi territori controllati dagli Ainu in Hokkaidō avvenne verso la fine del XIX secolo, durante il periodo del rinnovamento Meiji, ed Asahikawa fu uno dei primi centri in cui si trasferirono i colonizzatori giapponesi, nel 1889.
Con il conseguente riordino amministrativo, Ishikawa ottenne lo status di villaggio nel 1893, e fu posta sotto la giurisdizione del distretto di Kamikawa, tuttora esistente, facente parte dell'agenzia di Hokkaidō (北海道庁), che nel 1947 sarebbe divenuta l'attuale prefettura di Hokkaidō.
Nel 1900, ottenne il rango di cittadina, e dopo che nel 1914 le fu assegnato lo status di ward, nel 1922 venne promossa al rango attuale di città e resa quindi indipendente dal distretto. Con la legge di Autonomia Locale del 1947, vennero codificati i requisiti di distinzione tra le diverse municipalità. Il 1º aprile del 2000, Ishikawa fu inserita tra le 'città importanti del Giappone', (comuni la cui popolazione è compresa tra i 300.000 ed i 500.000 abitanti).

## Economia
Con l'insediamento dei giapponesi alla fine del XIX secolo, Asahikawa divenne presto il principale centro ferroviario, commerciale e industriale a nord di Sapporo. Tra le maggiori industrie vi sono attualmente quelle tessili, cartarie, chimiche e quelle legate alla lavorazione del legname.
La città ha una lunga tradizione nella produzione del sakè. La vicinanza di località sciistiche, di stabilimenti termali e del parco nazionale di Daisetsuzan ha favorito il turismo. La municipalità ha promosso tale settore con diverse iniziative, tra le quali ha raggiunto buona fama il 'festival invernale di Asahikawa' (旭川冬祭?, Asahikawa Fuyu Matsuri), la cui attrazione maggiore è rappresentata, come nel festival della neve di Sapporo, dalle sculture di statue in ghiaccio.

## Infrastrutture e trasporti

### Ferrovie

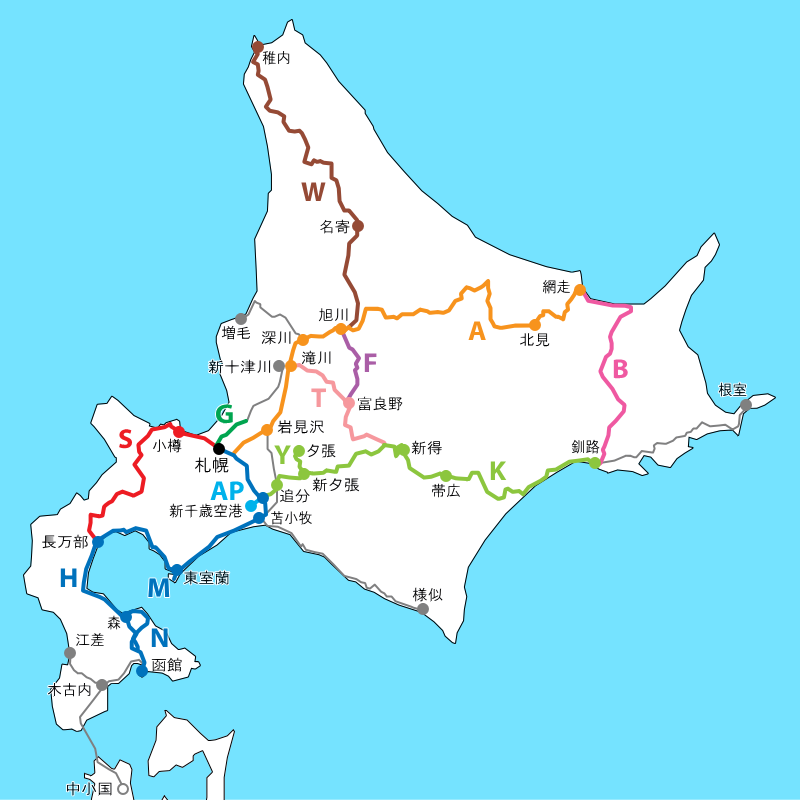
Le ferrovie dell'Hokkaido:
Linea Furano: lettera F
Linea Hakodate: lettere A, M, H ed N
Linea Sōya: lettera W
Linea Sekihoku: lettera A

Alla stazione di Asahikawa, delle ferrovie JR Hokkaido, transitano le seguenti linee:
- Linea Furano, breve ferrovia che la collega a Furano
- Linea principale Hakodate, che la collega alle città meridionali di Hakodate e Mori, passando per Sapporo
- Linea principale Sōya, che la collega alla città nord-occidentale di Wakkanai
- Linea principale Sekihoku, che collega Asahikawa con Abashiri, nel nord-est dell'isola.

### Autobus
Oltre alla normale rete di autobus urbani ed extra-urbani, la municipalità ha approntato un servizio disagevole che la collega con i vicini impianti sciistici di Kamui Skilinks, località che dispone di poche strutture alberghiere.

### Aeroporto
A 15 km dal centro cittadino si trova l'aeroporto di Asahikawa, che ospita voli di linea per Tokyo-Haneda, Tokyo-Narita, Nagoya, Osaka-Itami, Hakodate e Sapporo. Durante la stagione turistica, vi sono voli anche per Kobe, Osaka-Kansai e Seoul-Incheon, mentre sono disponibili voli charter per Shanghai-Pudong e Taipei-Taoyuan.

## Amministrazione

### Gemellaggi
- Bloomington (Illinois)
- Normal (Illinois)
- Suwon
- Gyeonggi

Asahikawa ha inoltre siglato un patto d'amicizia con le seguenti città:
- Južno-Sachalinsk
- Harbin